# Église Sainte-Victoire de Simiane-la-Rotonde
L'église Sainte-Victoire est une église située à Simiane-la-Rotonde, en France.

## Localisation
L'église est située sur la commune de Simiane-la-Rotonde, dans le département français des Alpes-de-Haute-Provence.

## Historique
Cette église date du XVIe siècle.
L'édifice est classé au titre des monuments historiques en 1922.

## Le culte de Sainte-Victoire
On raconte que sur les flancs du Buisseron, à proximité de la Combe-du-Pommier, un ermite du nom de Victoire vivait dans une grotte du voisinage. Un mince filet d'eau lui fournissait de quoi boire et une vasque naturelle, aujourd'hui presque disparue, retenait l'eau nécessaire à sa lessive.
Cependant, elle passait la plus heureuse partie de son temps à l'entrée d'une deuxième anfractuosité rocheuse où elle épanchait sa prière et sa joie d'enfant de Dieu. 
Victoire termina son existence à l'entrée de l'église de Simiane. Un jour des gens passant au Buisseron, la trouvèrent presque mourante dans son oratoire. Ils essayèrent de la secourir et la portèrent à Simiane sur une civière, mais Victoire expira quand ils arrivèrent devant la maison de Dieu. 
Sanctifiée, sainte Victoire est devenue un personnage mythique qui compte encore dans le cœur des Simianais. Au début du XVIe siècle, lorsqu'il fut question de construire une nouvelle église, c'est à Madame Sainte Victoire qu'on la voua. De même, les registres paroissiaux montrent que la plupart des filles de Simiane avaient adopté le prénom Victoire.
Au début du XXe siècle, lors de la fête patronale de la Sainte-Victoire, la grand-messe se terminait par une procession durant laquelle la statue de sainte Victoire était portée par quatre femmes.
Aujourd'hui, il subsiste un oratoire Sainte-Victoire (noté chapelle sur la carte IGN) sur les flancs du Buisseron, un des points culminants du secteur (1 120 m).